# Per Henricsson
Per Henricsson (ur. 9 sierpnia 1969 w Sztokholmie) – szwedzki tenisista.

## Kariera tenisowa
W zawodowym gronie tenisistów Henricsson rywalizował w latach 1986–1992.
Największe sukcesy odnosił w grze podwójnej, w której wygrał dwa turnieje kategorii ATP World Tour oraz osiągnął trzy finały.
W rankingu gry pojedynczej Henricsson najwyżej był na 210. miejscu (18 lipca 1988), a w klasyfikacji gry podwójnej na 65. pozycji (23 lipca 1990).

### Finały w turniejach ATP World Tour
| Nazwa                        |
| ---------------------------- |
| Wielki Szlem                 |
| Igrzyska olimpijskie         |
| ATP Tour World Championships |
| ATP Masters Series           |
| ATP Championship Series      |
| ATP World Series             |

#### Gra podwójna (2–3)
| Końcowy wynik | Nr | Data                 | Turniej       | Nawierzchnia | Partner        | Przeciwnicy                 | Wynik finału  |
| ------------- | -- | -------------------- | ------------- | ------------ | -------------- | --------------------------- | ------------- |
| Zwycięzca     | 1. | 19 czerwca 1988      | Ateny         | Ceglana      | Rikard Bergh   | Pablo Arraya Karel Nováček  | 6:4, 7:5      |
| Zwycięzca     | 2. | 6 sierpnia 1989      | Båstad        | Ceglana      | Nicklas Utgren | Josef Čihák Karel Nováček   | 7:5, 6:2      |
| Finalista     | 1. | 22 października 1989 | Tel Awiw-Jafa | Twarda       | Rikard Bergh   | Jeremy Bates Patrick Baur   | 1:6, 6:4, 1:6 |
| Finalista     | 2. | 22 lipca 1990        | Stuttgart     | Ceglana      | Nicklas Utgren | Pieter Aldrich Danie Visser | 3:6, 4:6      |
| Finalista     | 3. | 15 września 1991     | Genewa        | Ceglana      | Ola Jonsson    | Sergi Bruguera Marc Rosset  | 6:3, 3:6, 2:6 |